# Њутн-Коутс формуле
У нумеричкој анализи, Њутн-Коутс формуле су класа поступака из нумеричке интеграције. Име су добиле по Исаку Њутну и математичару Роџеру Котсу.
Основа Њутн-Коутс формула су Лагранжови полиноми. Када желимо да израчунамо одређен интеграл неке дате функције ({\displaystyle \int _{a}^{b}f(x)dx}), прво апроксимирамо дату функцију Лагранжовим полиномом па после израчунавамо интеграл тог полинома уместо функције (под претпоставком да смо добили {\displaystyle n+1} тачака те функције).
Значи:
{\displaystyle f(x)\approx P(x)=\sum _{i=0}^{n}f(x_{i})l_{i}^{n}(x),x_{i}\in [a,b]}
{\displaystyle \int _{a}^{b}f(x)dx\approx \int _{a}^{b}P(x)dx=\int _{a}^{b}\sum _{i=0}^{n}f(x_{i})l_{i}^{n}(x)dx}
{\displaystyle f(x_{i})} су тачке дате функције за једнако распоређених {\displaystyle n+1} апсциса {\displaystyle x_{i}} у интервалу {\displaystyle [a,b]}.
f(x_i) можемо да сматрамо констатама, а због правила суме при интеграцији можемо да „извучемо“ суму испред интеграла:
{\displaystyle \int _{a}^{b}f(x)dx\approx \sum _{i=0}^{n}f(x_{i})\underbrace {\int _{a}^{b}l_{i}^{n}(x)dx} _{c_{i}^{n}}}
{\displaystyle l_{i}(x)} зависи само од тачака {\displaystyle {x_{i},i=0,\dots ,n}}, али не и од функције {\displaystyle f(x)}. Наша апроксимација постаје:
{\displaystyle \int _{a}^{b}f(x)dx\approx (b-a)\sum _{i=0}^{n}c_{i}^{n}f(x_{i})}
{\displaystyle c_{i}^{n}} представљају Коутс бројеве, {\displaystyle c_{i}^{n}={\frac {1}{b-a}}\int _{a}^{b}l_{i}^{n}(x)dx}, који имају особине:
- {\displaystyle \sum _{i=0}^{n}c_{k}^{n}=1}
- {\displaystyle c_{i}^{n}=c_{n-i}^{n}}

За мали број тачака, ове формуле су добиле посебна имена ({\displaystyle f_{i}=f(x_{i})} ):
{\displaystyle x_{i}=a+i\cdot h,i=0,\dots ,n} за {\displaystyle n\geq 1}, {\displaystyle h={\frac {b-a}{n}}}, {\displaystyle n+1} је број тачака;
{\displaystyle x_{0}={\frac {a+b}{2}}} за {\displaystyle n=1}.
| n | име                 | Формула                                                                   | Грешка ({\displaystyle \xi \in [a,b]})                  |
| 1 | трапезоидно правило | {\displaystyle {\frac {h}{2}}(f_{0}+f_{1})}                               | {\displaystyle -{\frac {h^{3}}{12}}\,f^{(2)}(\xi )}     |
| 2 | Симпсоново правило  | {\displaystyle {\frac {h}{3}}(f_{0}+4f_{1}+f_{2})}                        | {\displaystyle -{\frac {h^{5}}{90}}\,f^{(4)}(\xi )}     |
| 3 | Правило 3/8         | {\displaystyle {\frac {3\,h}{8}}(f_{0}+3f_{1}+3f_{2}+f_{3})}              | {\displaystyle -{\frac {3\,h^{5}}{80}}\,f^{(4)}(\xi )}  |
| 4 | Милнеово правило    | {\displaystyle {\frac {2\,h}{45}}(7f_{0}+32f_{1}+12f_{2}+32f_{3}+7f_{4})} | {\displaystyle -{\frac {8\,h^{7}}{945}}\,f^{(6)}(\xi )} |

За велики број тачака у интервалу ({\displaystyle n\geq 5}) овај метод постаје неприменљив. Са једне стране захтева много тачака, а са друге наступају грешке у рачуну; за {\displaystyle n=8} и {\displaystyle n\geq 10} добићемо чак негативне тежине.
Да бисмо добили прецизан резултат, размак између тачака h мора да буде прилично мали, што за велики интервал {\displaystyle [a,b]} то неће бити случај. Једно од могућих решења је да интервал поделимо на више мањих и онда да на сваком појединачно извршимо нумеричку интеграцију.